# Монахов Володимир Васильович
Володимир Васильович Мона́хов (нар. 30 вересня 1922, Довгинцеве — пом. 18 листопада 1983, Москва) — російський радянський кіноактор, кінорежисер, кінооператор.

## Біографія
Народився 30 вересня 1922 року на станції Довгинцеве (тепер в межах міста Кривого Рогу, Дніпропетровська область, Україна). Навчався майбутній актор у криворізькій середній школі №26, що відома містянам також як школа-церква. Брав участь у німецько-радянській війні. Член ВКП(б) з 1943 року. 1952 року закінчив Всеросійський державний інститут кінематографії. З 1969 року викладав у ньому. З 1971 року був секретарем правління Спілки кінематографістів СРСР.
Помер в Москві 18 листопада 1983 року. Похований в Москві на Кунцевському кладовищі.

## Творча діяльність
Дебютував у кінематографії як актор кінокартини «Безсмертний гарнізон» (1956, режисери Захар Аграненко, Едуард Тіссе, «Мосфільм»). Зняв художні фільми:
- «За вітриною універмагу» (1955);
- «Стрибуха»  (1955; разом з Федором Добронравовим);
- «Висота» (1957);
- «Четверо»  (1957);
- «Доля людини» (1959);
- «Оптимістична трагедія» (1963).

Як режисер поставив картини:
- «Непрошена любов» (1965);
- «Про дива людські» (1968);
- «Нежданий гість» (1972);
- «Любов моя вічна» (1981).

## Відзнаки
- Нагороджений:
  - орденами СРСР: двома Червоної Зірки (20 березня 1944; 31 травня 1945), Вітчизняної війни ІІ ступеня (25 жовтня 1944);
  - медалями СРСР: «За оборону Сталінграда», «За перемогу над Німеччиною»[3];
- Ленінська премія (1960, за фільм «Доля людини»);
- Заслужений діяч мистецтв РРФСР з 1964 року.